# Исаева, Вера Васильевна
Вера Васильевна Исаева (10 апреля 1898 или 29 марта 1898, Кронштадт, Санкт-Петербургская губерния — 19 апреля 1960, Ленинград) — русский советский скульптор, создатель монумента «Матери-Родины» на Пискарёвском мемориальном кладбище в Ленинграде (1959, совместно с Р. Таурит).

## Биография
Родилась 29 марта (10 апреля) в Кронштадте в семье врача.
В 1921 году поступила на скульптурный факультет Академии художеств, где занималась в мастерской А. Т. Матвеева (окончила в 1927 году).
Также является автором установленных в Ленинграде памятников Максиму Горькому (совместно с М. Р. Габе и Е. А. Левинсоном) на Кронверкском проспекте (быв. проспект Максима Горького) и А. С. Попову (совместно с В. Я. Боголюбовым и Н. В. Барановым) на Каменноостровском проспекте.
В. В. Исаева в годы Великой Отечественной войны, в блокадном Ленинграде, участвовала в маскировке города. Она была в составе возглавляемой Н. В. Томским скульптурной бригады, работавшей над рельефными агитплакатами. Вместе с М. Ф. Бабуриным, Р. Н. Будиловым, Г. Б. Пьянковой-Рахманиной, Б. Р. Шалютиным, В. Я. Боголюбовым и А. А. Стрекавиным она создала скульптурное панно «За Родину!» (6 Х 5 м), установлено на Невском проспекте в районе Государственной Публичной библиотеки.
Вместе с В. Я. Боголюбовым, А. В. Андреевой-Петошиной и А. Ф. Гуниус В. В. Исаевой командирована Союзом художников на партизанскую базу Ленинградского фронта. В творчестве В. В. Исаевой тема войны занимает особое место.
Автор барельефного медальона с портретом адмирала Ф. Ф. Ушакова на фасаде наземного павильона станции метро «Балтийская».
Преподавала в Ленинградском Высшем Художественно-промышленном Училище имени В. И. Мухиной
Умерла 19 апреля 1960 года, похоронена на Серафимовском кладбище Ленинграда.

## Адреса в Петрограде — Ленинграде
- 1914—1960 — улица Подковырова, 25[6].

## Память
- На доме по адресу улица Подковырова, 25 в 1995 году была установлена мемориальная доска (скульптор А. И. Чернецкий, архитектор С. П. Шмаков)[7]